# Luis Folgueras y Sión
Luis Folgueras y Sión (Villavaler, Astúries, 13 de desembre de 1769 - Granada, 1850) va ser un clergue espanyol, primer bisbe de la diòcesi de San Cristóbal de La Laguna i arquebisbe de Granada.
Va ser seleccionat com el primer bisbe de la recentment creada diòcesi de San Cristóbal de La Laguna el 24 de juny de 1824 i va ser confirmat el 27 de setembre. Va prendre possessió el 19 de juny de 1825, el mateix dia de la seva ordenació episcopal. El seu episcopat es va caracteritzar per enfrontaments amb el capítol de la catedral.
Va fundar el Seminari Diocesà de La Laguna en 1832, regulant els problemes econòmics en 1834. Va dirigir la diòcesi fins al 17 de gener de 1848, quan va ser elegit Arquebisbe de Granada. Després del seu trasllat a Granada, la seu de Tenerife va ser cancel·lada, passant a la tutela administrativa de la diòcesi de Canàries fins a la signatura del Concordat de 1851.
Fins ara, té la major longevitat com a bisbe de San Cristóbal de La Laguna, amb 24 anys de servei pastoral. Va morir el 28 d'octubre de 1850 a Granada, enterrat a la catedral.